# 레드 윙스 항공
레드 윙스 항공(영어: Red Wings Airlines)은 러시아의 전세 항공사로 본사는 러시아 모스크바에 위치해 있으며 허브 공항은 도모데도보 국제공항이 있다.

## 역사
1999년 VARZ-400이 설립되었다. VARZ는 브누코보 항공기 복구 작업을 의미한다. 2001년 항공 400으로 사명을 변경 했다가 2007년에 현재의 사명으로 변경했다.
최근에 경영 일환으로 에어버스 A320-200, 에어버스 A321-200을 도입하는 방안이 검토되고 있다.

## 운항 노선
- 2017년 6월 기준으로 현재 레드 윙스 항공은 허브 공항인 모스크바에 위치한 브누코보 국제공항을 중심으로 여객 및 화물 항공편 및 지중해 지역의 다양한 목적지로 전세 항공편을 운항하고 있다.

## 보유 기종

### 현재 보유 중인 기종
- 2021년 1월 기준으로 레드 윙스 항공은 다음과 같이 보유하고 있다.[3][4]

### 퇴역 기종
- 일류신 Il-76
- 투폴레프 Tu-154
- 투폴레프 Tu-204-100
- 투폴레프 Tu-204-100B
- 투폴레프 Tu-214

## 사건 및 사고
- 레드 윙스 항공 9268편

## 사진

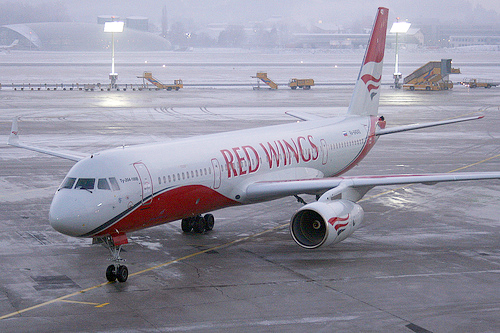
레드 윙스 항공의 투폴레프 Tu-204-100
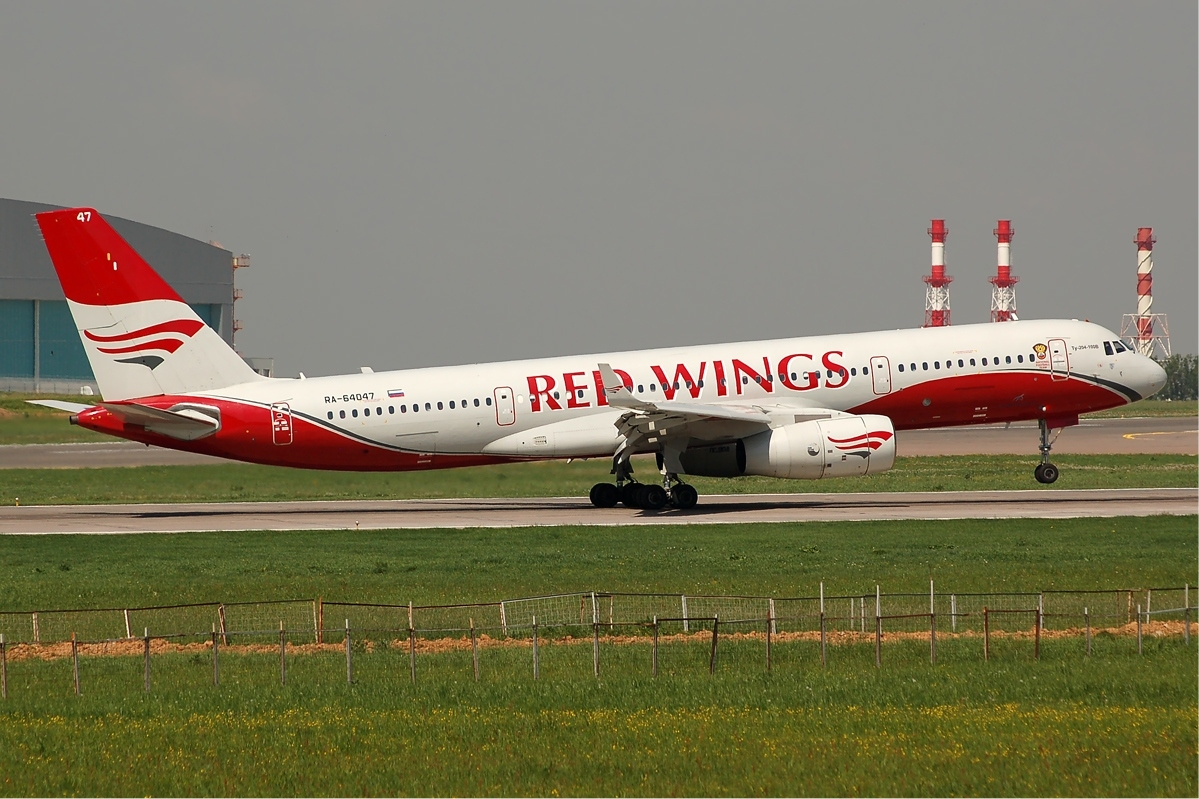
레드 윙스 항공의 투폴레프 Tu-204-100
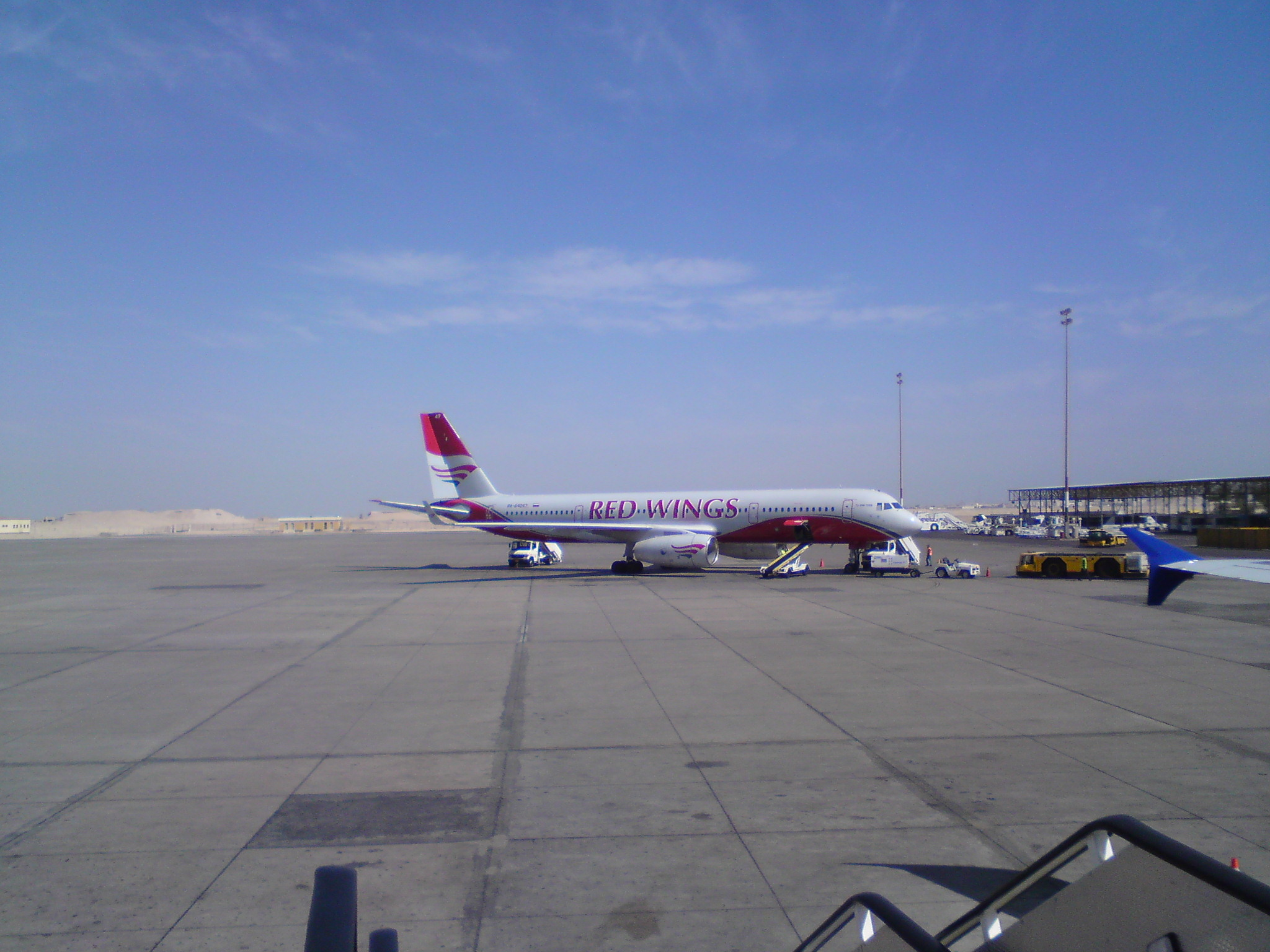
레드 윙스 항공의 투폴레프 Tu-204-100